# Reloj mundial

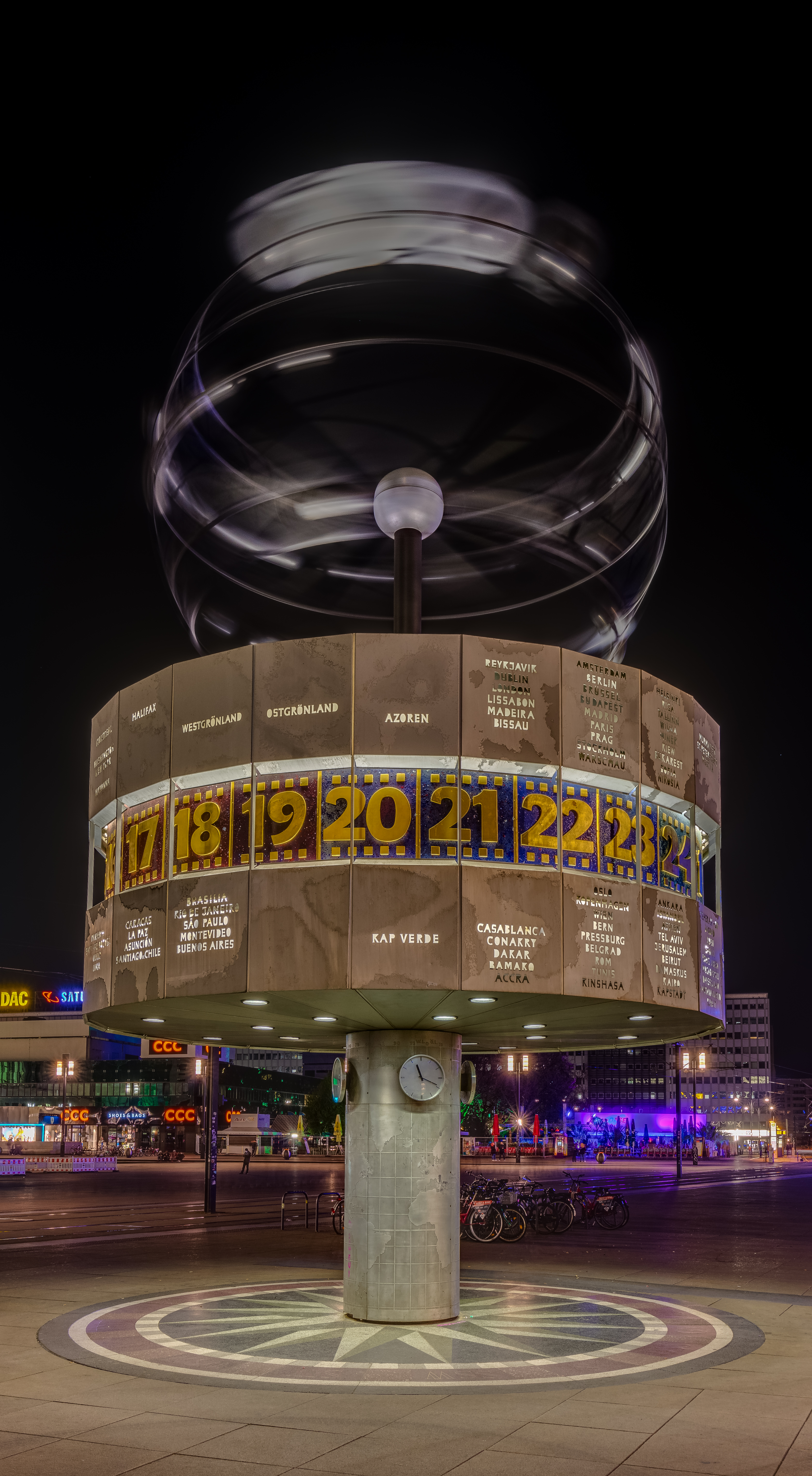
Reloj mundial de la Alexanderplatz de Berlín (Urania-Weltzeituhr).

Un reloj mundial es un reloj que muestra el tiempo de varias zonas horarias del mundo. 
En las últimas décadas, los relojes mundiales para consulta del público se colocan principalmente en instalaciones más grandes que estén en lugares de paso.
También los hay, para uso particular, digitales y de pulsera. 
A primera vista, la división en 24 zonas se complica por diferencias locales en cuanto a los cambios de hora estacionales, y por la media hora de los pasos en la región asiática.